# تصفيات بطولة آسيا تحت 23 سنة لكرة القدم 2024
تصفيات كأس آسيا 2024 تحت 23 سنة هي منافسة كرة قدم دولية للرجال تحت 23 سنة حددت الفرق المشاركة في كأس آسيا 2024 تحت 23 سنة.
سيتأهل ما مجموعه 16 فريقًا للعب في البطولة النهائية، بما في ذلك قطر التي تأهلت تلقائيا كمضيفة.

## القرعة
جميع الاتحاد الأعضاء الـ47 في الاتحاد الآسيوي، دخلوا المنافسة، قطر مستضيفة البطولة النهائية قررت المشاركة في التصفيات على الرغم من أنها مؤهلة بصورة تلقائيا للبطولة النهائية.
| وعاء 1 | وعاء 2 | وعاء 3 | وعاء 4 | وعاء 5 |
| --- | --- | --- | --- | --- |
| 1. السعودية (1) 2. أوزبكستان (2) 3. اليابان (3) 4. أستراليا (4) 5. كوريا الجنوبية (5) 6. العراق (6) 7. فيتنام (7) 8. تركمانستان (8) 9. تايلاند (9) 10. الأردن (10) | 1. الإمارات العربية المتحدة (11) 2. إيران (12) 3. الكويت (14) 4. ماليزيا (15) 5. طاجيكستان (16) 6. البحرين (17) 7. ميانمار (18) 8. كمبوديا (19) 9. سوريا (20) 10. الهند (21) | 1. سنغافورة (22) 2. اليمن (23) 3. قرغيزستان (24) 4. تيمور الشرقية (25) 5. لبنان (26) 6. عمان (27) 7. لاوس (28) 8. فلسطين (29) 9. منغوليا (30) 10. إندونيسيا (31) | 1. تايبيه الصينية (32) 2. بنغلاديش (33) 3. الفلبين (34) 4. هونغ كونغ (35) 5. المالديف (36) 6. سريلانكا (37) 7. نيبال (38) | 1. أفغانستان (NR) 2. بوتان (NR) 3. بروناي (NR) 4. الصين (NR) 5. غوام (NR) 6. ماكاو (NR) (N) 7. كوريا الشمالية (NR) 8. جزر ماريانا الشمالية (NR) (N) 9. باكستان (NR) 10. قطر (13) (Q) |

ملحوظة
- الفرق بالخط عريض تأهلت للبطولة النهائية.
- (H): تحديد مستضيفي المجموعات المؤهلة قبل القرعة
- (H) *: يتم تحديد مستضيفي مجموعة التصفيات بعد القرعة
- (Q): مضيف البطولة النهائية، مؤهل تلقائيًا بغض النظر عن نتائج التأهيل.
- (W): انسحب بعد القرعة
- (N): ليس عضوا في اللجنة الأولمبية الدولية.

## النظام
في كل مجموعة، لعبت الفرق مع بعضها البعض في مكان مركزي. تأهل متصدرو المجموعات العشر وأفضل الثواني الخمس للبطولة النهائية. إذا تصدرت مستضيفة البطولة النهائية الصين مجموعتها أو كانت بين أفضل الثواني الخمس، تأهل سادس أفضل وصيف للبطولة النهائية أيضاً.

### معايير كسر التعادل
الفرق مرتبة وفقاً للنقاط (3 نقاط للفوز، نقطة واحدة للتعادل، 0 نقطة للخسارة), وإذا تعادلوا في النقاط، تم تطبيق المعايير التالية، بالتسلسل الوارد، لتحديد الترتيب (مادة اللواء 9.3):
1. النقاط في المباريات المباشرة بين الفرق المتعادلة؛
2. فارق الأهداف في المباريات المباشرة بين الفرق المتعادلة؛
3. الأهداف المسجلة في المباريات المباشرة بين الفرق المتعادلة؛
4. إذا كان أكثر من فريقين متعادلان، وبعد تطبيق كل المعايير المباشرة فوق، كانت لا تزال مجموعة فرعية من الفرق متعادلة، فإن جميع المعايير الواردة أعلاه يعاد تطبيقها حصراً على هذه المجموعة الفرعية من الفرق؛
5. فارق الأهداف في جميع مباريات المجموعة؛
6. الأهداف المسجلة في جميع مباريات المجموعة؛
7. ركلات جزاء ترجيحية إذا كان فريقين فقط متعادلان والتقوا في الجولة الأخيرة من المجموعة؛
8. النقاط التأديبية (بطاقة صفراء = 1 نقطة، بطاقة حمراء نتيجة لبطاقتين صفراء = 3 نقاط، بطاقة حمراء مباشرة = 3 نقاط، بطاقة صفراء يتبعها بطاقة حمراء مباشرة = 4 نقاط)؛
9. سحب القرعة.

## الفرق المؤهلة
تأهلت الفرق التالية لكأس كأس آسيا تحت 23 سنة 2024.